# John P. Marquand
John Phillips Marquand (Wilmington, 1893. november 10. – Newburyport, 1960. július 16.) amerikai író. Eredetileg leginkább a Mr. Moto kémtörténeteiről ismert, majd szatirikus regényeivel aratott népszerű sikert és kritikai elismerést. 1938-ban Pulitzer-díjat nyert The Late George Apley című regényéért. Egyik állandó témája az volt, hogy az amerikai felső osztályban és azok között, akik csatlakozni akartak hozzá, milyen korlátok közé szorult az élet. Marquand a tisztelet és a szatíra jellegzetes keverékével kezelte azokat, akiknek az életét ezek az íratlan kódexek kötötték.

## Fiatalkora és tanulmányai
Marquand 1893. november 10-én született a delaware-i Wilmingtonban, Philip Marquand és felesége, Margaret, született Fuller fiaként. Édesanyja a 19. századi transzcendentalista és feminista Margaret Fuller dédunokahúga volt. Marquand Buckminster Fuller unokatestvére volt. A massachusettsi Newburyportban nőtt fel, ahol ősei éltek, három nagynénje nevelte fel, míg szülei számos más városban éltek, mivel apja karrierjét folytatta.
A Newburyport középiskolába járt, ahol ösztöndíjat nyert, amely lehetővé tette számára, hogy a Harvard College-ba járjon, ahol a családjának nagy hagyománya volt. A Harvard aranypartjának fénykorában azonban, mint szegényes állami iskolát végzett diákot, kívülállónak tekintették.
Miután a Harvard Crimson, a Harvard diáklapja elutasította, Marquandnak sikerült bejutnia a Harvard Lampoon című humorlap szerkesztőbizottságába.

## Pályája

### Boston Evening Transcript
Miután 1915-ben diplomázott a Harvardon, Marquandot a Boston Evening Transcript alkalmazta, ahol kezdetben riporterként, később pedig a Transcript kéthetente megjelenő magazinrovatában dolgozott.

### Első világháború
Marquand még harvardi diákként csatlakozott a Massachusetts-i Nemzeti Gárda A. ütegéhez, amelyet 1916-ban aktiváltak. Marquandot 1916 júliusában a mexikói határra küldték. Később sok osztálytársához hasonlóan ő is szolgált az első világháborúban, Franciaországban harcolt.

### Írói karrier

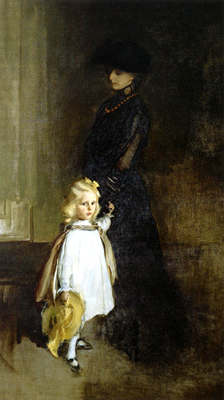
Mrs. Alexander Sedgwick és lánya, Christina, Cecilia Beaux 1902-es portréja.

Marquand élete és munkássága tükrözte az amerikai társadalommal és különösen a régi vonalbeli elit hatalmával kapcsolatos ambivalenciáját. Az, hogy a divatos Harvard visszautasította, nem szegte kedvét társadalmi törekvéseitől. 1922-ben feleségül vette Christina Sedgwicket, az Atlantic Monthly szerkesztőjének, Ellery Sedgwicknek az unokahúgát. 1925-ben Marquand kiadta első könyvét, a Lord Timothy Dexter-t, amely a 18. századi Newburyport-i különc Timothy Dexter (1763-1806) életét és legendáját dolgozta fel.
Az 1930-as évek közepére már termékeny és sikeres szépirodalmi író volt, aki a Saturday Evening Posthoz hasonló sikamlós magazinok számára írt. E novellák némelyike történelmi jellegű volt, akárcsak első két regénye, a The Unspeakable Gentleman és a The Black Cargo, amelyeket Marquand később „kosztümös fikcióként” jellemzett, amire azt mondta, hogy egy szerző „csak akkor közelítheti meg, ha átjárta a hagyomány”. Az 1930-as évek közepére Marquand felhagyott a „kosztümös fikcióval”.
Az 1930-as évek végén Marquand egy sor regényt kezdett írni az osztályok dilemmáiról, amelyek többsége Új-Angliára összpontosított, és amelyek közül néhány részben a massachusettsi Clyde-ban játszódott, egy fiktív tengerparti közösségben, amely erősen Marquand szülővárosán, Newburyporton alapult.
Az első regénye, a The Late George Apley (1937), amely a bostoni felsőbb osztály szatírája, 1938-ban elnyerte a Pulitzer-díjat. Új-Anglia és az osztály témáit boncolgató Marquand-regények közé tartozik még a Wickford Point (1939), a H. M. Pulham, Esquire (1941) és a Point of No Return (1949). Az utóbbi különösen figyelemre méltó a Harvard antropológusának, W. Lloyd Warnernek a szatirikus ábrázolása miatt, akinek Yankee City című tanulmánya megpróbálta (és Marquand szerint szánalmasan kudarcot vallott) leírni és elemezni Newburyport modorát és erkölcseit.
Marquand a második világháború alatt részmunkaidős haditudósító volt. A háborúnak az amerikai állampolgárokra és családokra gyakorolt óriási hatása későbbi regényeinek egyik eleme. E regények több szereplőjét is a kötelességtudat motiválja a háborús erőfeszítések segítésére, bár már túl vannak a behívható korhatáron, és nem biztosak abban, hogy hozzájárulásuk mennyit ér.
Az amerikai elittel kapcsolatos minden ambivalenciája ellenére Marquandnak végül sikerült csatlakoznia hozzá, és megtestesítenie annak jellemzőit. Megbocsátott a felsőbb osztályfőnököknek, akik Harvard-hallgatóként lekezelték őt, kapcsolatokat szatirizált a H. M. Pulham, Esq és a The Late George Apley című műveiben. Meghívást kapott az összes tekintélyes bostoni társasági klubba, köztük a Tavernbe és a Somersetbe, valamint a New York-i klubokba, köztük a Century Associationbe.
Adelaide Ferry Hookerrel kötött második házassága révén kapcsolatba került a Rockefeller családdal. Nővére, Blanchette, John D. Rockefeller III. felesége volt. Luxuslakásokat tartott fenn Newburyportban és a Karib-tengeren.

## Magánélete
Marquand kétszer nősült, és öt gyermeke született. Christina Sedgwicket 1922-ben vette feleségül, és két gyermekük született: ifjabb John fiú és ifjabb Christina lány. 1935-ben Marquand és Sedgwick elváltak. A következő évben Marquand feleségül vette Adelaide Ferry Hookert, a Connecticut Colony alapítójának, Thomas Hookernek a leszármazottját. Három közös gyermekük született, két fiú és egy lány, mielőtt 1958-ban elváltak.

## Halála
1960. július 16-án Marquand 66 éves korában, álmában szívrohamban halt meg a massachusettsi Newburyportban. A Newburyport-i Sawyer Hill temetőben van eltemetve.

## Regények

### Mr Moto sorozat
- No Hero. Boston, Little Brown, 1935; as Mr. Moto Takes a Hand, London, Hale, 1940; as Your Turn, Mr. Moto, New York, Berkley, 1963
- Thank You, Mr. Moto. Boston, Little Brown, 1936; London, Jenkins, 1937
- Think Fast, Mr. Moto. Boston, Little Brown, 1937; London, Hale, 1938
- Mr. Moto Is So Sorry. Boston, Little Brown, 1938; London, Hale, 1939
- Last Laugh, Mr. Moto. Boston, Little Brown, 1942; London, Hale, 1943
- Stopover Tokyo. Boston, Little Brown, and London, Collins, 1957; as The Last of Mr. Moto, New York, Berkley, 1963; as Right You Are, Mr. Moto, New York, Popular Library, 1977

### Más krimik
- Ming Yellow. Boston, Little Brown, and London, Lovat Dickson, 1935
- Don't Ask Questions. London, Hale, 1941
- It's Loaded, Mr. Bauer. London, Hale, 1949

### Irodalmi regények
- The Unspeakable Gentleman. New York, Scribner, and London, Hodder and Stoughton, 1922
- The Black Cargo. New York, Scribner, and London, Hodder and Stoughton, 1925
- Warning Hill. Boston, Little Brown, 1930.
- The Late George Apley. Boston, Little Brown, 1937
- Wickford Point. Boston, Little Brown, 1939
- H.M. Pulham, Esq.. Boston, Little Brown, and London, Hale, 1942
- So Little Time. Boston, Little Brown, 1943; London, Hale, 1944
- Repent in Haste. Boston, Little Brown, 1945
- B.F.'s Daughter. Boston, Little Brown, 1946; as Polly Fulton, London, Hale, 1947
- Point of No Return. Boston, Little Brown, and London, Hale, 1949
- Melville Goodwin, USA. Boston, Little Brown, 1951; London, Hale, 1952
- Sincerely, Willis Wayde. Boston, Little Brown, and London, Hale, 1955
- Women and Thomas Harrow. Boston, Little Brown, 1958; London, Collins, 1959

The Late George Apley, Wickford Point, H.M. Pulham, Esquire, So Little Time, Repent in Haste and B.F.'s Daughter were published as Armed Services Editions during World War II.
Do Tell Me, Doctor Johnson was privately printed in small numbers, 1928 (one story, 47 pages). A search of the [Readers' Guide to Periodical Literature] indicates that Marquand had 111 short stories published in various magazines, mostly in the Saturday Evening Post, from 1921 through 1947, of which 18 appear in Four of a Kind, Haven's End and Thirty Years.

### Gyűjtemények és novellák
- Four of a Kind, 1923
- Haven's End. Boston, Little Brown, 1933; London, Hale, 1938
- Thirty Years, 1954
- Life at Happy Knoll, 1957

## Magyarul megjelent
- Köszönöm, Mr. Moto! (Thank You, Mr. Moto) – Palladis, Budapest, 1938 · Fordította: Fekete Oszkár
- A sárga porcellán (Ming Yellow) – Palladis, Budapest, 1940 · Fordította: G. Beke Margit
- Mr. Moto közbelép (Think Fast, Mr. Moto) – Palladis, Budapest, 1940 · Fordította: Lendvai István
- Pulham úr, a derék polgár (H. M. Pulham, esquire) – Hungária, Budapest, 1944 · Fordította: Majoros István
- Szonja harca (Your Turn, Mr. Moto) – Palladis, Budapest, 1938 · Fordította: Waldberg Vera

## Fordítás
- Ez a szócikk részben vagy egészben  a   John P. Marquand című angol Wikipédia-szócikk fordításán alapul.  Az eredeti cikk szerkesztőit annak laptörténete sorolja fel. Ez a jelzés csupán a megfogalmazás eredetét és a szerzői jogokat jelzi, nem szolgál a cikkben szereplő információk forrásmegjelöléseként.